# Гура Богдан Прокопович
Богдан Прокопович Гура (нар. 1 грудня 1944, с. Шишківці Борщівського району Тернопільської області, Україна) — український поет, редактор, член Національної спілки журналістів України.

## Життєпис
Народився 1 грудня 1944 року в с. Шишківці Борщівського району Тернопільської області. Сирітська доля розпорядилася так, що його виховувала тітка.
У 1970 р. закінчив філологічний факультет Чернівецького державного університету (нині — Чернівецький національний університет імені Юрія Федьковича), у 1978 р. — факультет журналістики ВПШ при ЦК Компартії України.
Від 1970 р. у редакції Кельменецької районної газети  Чернівецької області «Надністрянська правда» [нині «Рідне слово»], від 1971 р. — заступник, від 1978 р. — редактор газети.
Обирався депутатом Кельменецької районної ради.

## Творчі набутки
Почав писати вірші в університеті. Наприкінці 1960-х на його твори звернув увагу юний Володимир Івасюк і запропонував творчу співпрацю. Їхня пісня «Балада про мальви» стала дуже популярною піснею Софії Ротару. Як поет, публіцист, нарисовець друкувався в обласних, республіканських газетах, журналах, альманахах.
У 1994 р. в Кельменцях вийшла перша збірка поета «Осінні яблука», через десять років — «Мелодія слова: Поезія, проза, пісні».
Автор понад 1000 статей на суспільно-політичну тематику, замальовок, нарисів про орденоносців, відомих людей краю.

## Пісні на слова Богдана Гури
- «Балада про мальви» (композитор Володимир Івасюк).
- «Товариство моє», «Нас багато по світу» (композитор Павло Дворський).
- «Верби над Прутом», «Принеси мені мрію» (композитор Ярослав Вишиваний).
- «Зацвіла білим цвітом любов» (композитор  Іван Балацький).
- «Журавка», «Кельменчанка», «Усіх нас музика єдна» (композитор Борис Бібіков).
- «Жолуді», «Ти знову від мене поїхала» (композитор Володимир Крупко).
- «Весілля», «Колискова ластів'яті», «Нас покидають ветерани» (композитор Михайло Мафтуляк).